# 8a etapa del Tour de França 2008
La 8a etapa del Tour de França 2008 es va córrer el dissabte 12 de juliol, entre Fijac i Tolosa de Llenguadoc, amb un recorregut de 172,5 km.

## Perfil de l'etapa
La sortida es pren a Fijac, al departament d'Òlt, per ràpidament passar al departament de l'Avairon on es troben les principals dificultats muntanyoses de l'etapa, tot un seguit de petites cotes cal anar superant: cota de Loupiac (4a categoria, km 9), de Macarou (3a categoria, km 37) i de la Guionie (4a categoria, km 53). El pas al departament del Tarn es produeix abans d'afrontar la darrera dificultat del dia, el Port de la Besse (4a categoria, km 78). Els cent darrers km de l'etapa, que duran els ciclistes fins a Tolosa de Llenguadoc són bàsicament plans. Els tres esprint intermedis es troben a La Salvetat-Peyralès (km 58), Carmaux (km 85) i Rabastens (km 135).

## Desenvolupament de l'etapa
El francès Laurent Lefèvre (Bouygues Telecom) és el protagonista de l'etapa en efectuar una escapada en solitari durant la primera part de l'etapa, abans de ser engolit per un trio perseguidor format pel seu company d'equip Jérôme Pineau, el basc Amets Txurruka (Euskaltel–Euskadi) i el francès Christophe Riblon (AG2R Prévoyance).
Els quatre escapats s'entenen bé, però l'escassa diferència entre Pineau i el líder, Kim Kirchen, farà que l'equip del líder no permeti que la distància es faci massa gran, mantenint-la sempre al voltant dels 5'. Amb tot, en certs moments de l'etapa, Pineau serà líder virtual de la cursa. A 25 km de l'arribada la distància dels escapats és de sols 50". Pineau i Txurruka es mantindran escapats fins a manca de 4 km per a l'arribada. Finalment es produirà l'esprint final, en què el britànic Mark Cavendish (Columbia) guanya per davant del seu company d'equip Gerald Ciolek i Jimmy Casper (Agritubel).
Aquesta era la segona victòria de Cavendish, confirmant les bones sensacions que havia tingut en etapes anteriors. Óscar Freire (Rabobank ProTeam) es vestirà amb el mallot de la regularitat, tot i que amb els mateixos punts que el segon, Kim Kirchen.

## Esprints intermedis
| 1r | Laurent Lefèvre   | 6 pts |
| 2n | Amets Txurruka    | 4 pts |
| 3r | Christophe Riblon | 2 pts |

| 1r | Christophe Riblon | 6 pts |
| 2n | Laurent Lefèvre   | 4 pts |
| 3r | Amets Txurruka    | 2 pts |

| 1r | Laurent Lefèvre | 6 pts |
| 2n | Amets Txurruka  | 4 pts |
| 3r | Jérôme Pineau   | 2 pts |

## Ports de muntanya
| 1r | David de la Fuente | 3 pts |
| 2n | Simon Gerrans      | 2 pts |
| 3r | Egoi Martinez      | 1 pts |

| 1r | Laurent Lefevre    | 3 pts |
| 2n | David de la Fuente | 2 pts |
| 3r | Yoann le Boulanger | 1 pts |

| 1r | Laurent Lefevre   | 3 pts |
| 2n | Amets Txurruka    | 2 pts |
| 3r | Christophe Riblon | 1 pts |

| 1r | Laurent Lefevre   | 4 pts |
| 2n | Amets Txurruka    | 3 pts |
| 3r | Jérôme Pineau     | 2 pts |
| 4t | Christophe Riblon | 1 pts |

## Classificació de l'etapa
| Pos. | Ciclista           | Equip              | Temps      |
| ---- | ------------------ | ------------------ | ---------- |
| 1.   | Mark Cavendish     | Columbia           | 4h 02' 54" |
| 2.   | Gerald Ciolek      | Columbia           | m. t.      |
| 3.   | Jimmy Casper       | Agritubel          | m. t.      |
| 4.   | Óscar Freire       | Rabobank ProTeam   | m. t.      |
| 5.   | Robert Förster     | Gerolsteiner       | m. t.      |
| 6.   | Erik Zabel         | Team Milram        | m. t.      |
| 7.   | Gert Steegmans     | Quick Step         | m. t.      |
| 8.   | Sébastien Chavanel | Française des Jeux | m. t.      |
| 9.   | Thor Hushovd       | Crédit Agricole    | m. t.      |
| 10.  | Robert Hunter      | Barloworld         | m. t.      |

## Classificació general
| Pos. | Ciclista              | Equip            | Temps       |
| ---- | --------------------- | ---------------- | ----------- |
| 1.   | Kim Kirchen           | Columbia         | 32h 26' 34" |
| 2.   | Cadel Evans           | Silence-Lotto    | + 6"        |
| 3.   | Stefan Schumacher     | Gerolsteiner     | + 16"       |
| 4.   | Christian Vande Velde | Garmin Chipotle  | + 44"       |
| 5.   | Denís Ménxov          | Rabobank ProTeam | + 1'03"     |
| 6.   | Alejandro Valverde    | Caisse d'Epargne | + 1'12"     |
| 7.   | David Millar          | Garmin Chipotle  | + 1'14"     |
| 8.   | Stijn Devolder        | Quick Step       | + 1'21"     |
| 9.   | Oscar Pereiro Sio     | Caisse d'Epargne | m. t.       |
| 10.  | Thomas Lövkvist       | Columbia         | m. t.       |

## Classificacions annexes

### Classificació per punts
| Classificació per punts | Total   |
| ----------------------- | ------- |
| Óscar Freire            | 119 pts |
| Kim Kirchen             | 119 pts |
| Thor Hushovd            | 105 pts |

### Classificació de la muntanya
| Classificació de la muntanya | Total  |
| ---------------------------- | ------ |
| David de la Fuente           | 34 pts |
| Thomas Voeckler              | 27 pts |
| Sylvain Chavanel             | 27 pts |

### Classificació del millor jove
| Classificació del millor jove | Total       |
| ----------------------------- | ----------- |
| Thomas Lövkvist               | 32h 27' 55" |
| Andy Schleck                  | + 37"       |
| Maxime Monfort                | + 46"       |

### Classificació per equips
| Classificació per equips | Total       |
| ------------------------ | ----------- |
| Team CSC                 | 97h 22' 08" |
| Columbia                 | + 2' 52"    |
| Caisse d'Epargne         | + 3' 29"    |

### Combativitat
Laurent Lefèvre (Bouygues Telecom)

## Abandonaments
No n'hi ha cap.